# Мата-Рома

Мата-Рома на карте штата.

Мата-Рома (порт. Mata Roma) — муниципалитет в Бразилии, входит в штат Мараньян. Составная часть мезорегиона Восток штата Мараньян. Входит в экономико-статистический микрорегион Шападинья. Население составляет 15 150 человек на 2010 год. Занимает площадь 548,414 км². Плотность населения — 27,63 чел./км². Праздник города — 11 марта.

## История
Город основан 11 марта 1962 года.

## Демография
Согласно сведениям, собранным в ходе переписи 2010 г. Национальным институтом географии и статистики (IBGE), население муниципалитета составляет:
| Полное население                               | Полное население                               | Полное население                               | Полное население                               | 15 150 |
| ---------------------------------------------- | ---------------------------------------------- | ---------------------------------------------- | ---------------------------------------------- | ------ |
| в том числе:                                   | Городское население                            | 7132                                           | Процент городского населения, %                | 47,08  |
|                                                | Сельское население                             | 8018                                           | Процент сельского населения, %                 | 52,92  |
|                                                | Мужское население                              | 7591                                           | Процент мужского населения, %                  | 50,11  |
|                                                | Женское население                              | 7559                                           | Процент женского населения, %                  | 49,89  |
| Плотность населения, чел/км²                   | Плотность населения, чел/км²                   | Плотность населения, чел/км²                   | Плотность населения, чел/км²                   | 27,63  |
| Население муниципалитета в % к населению штата | Население муниципалитета в % к населению штата | Население муниципалитета в % к населению штата | Население муниципалитета в % к населению штата | 0,23   |

По данным оценки 2016 года, население муниципалитета составляет 16 375 жителей.

## Статистика
- Валовой внутренний продукт на 2003 год составляет 20 692 297,00 реалов (данные: Бразильский институт географии и статистики).
- Валовой внутренний продукт на душу населения на 2003 год составляет 1685,59 реалов (данные: Бразильский институт географии и статистики).
- Индекс развития человеческого потенциала на 2000 год составляет 0,567 (данные: Программа развития ООН).